# Montigny-en-Cambrésis
 Montigny-en-Cambrésis  es una población y comuna francesa, en la región de Norte-Paso de Calais, departamento de Norte, en el distrito de Cambrai y cantón de Clary.

## Demografía
| 694 | 691 | 687 | 638 | 642 | 600 |
| Para los censos de 1962 a 1999 la población legal corresponde a la población sin duplicidades (Fuente: INSEE [Consultar]) |     |     |     |     |     |